# Castiglionchio
Castiglionchio o Castellonchio è una frazione diffusa del comune di Rignano sull'Arno, in provincia di Firenze.
L'abitato si sviluppa lungo la strada comunale che Rosano raggiunge la Villa di Castiglionchio per poi inerpicarsi per i boschi di Villamagna. Sviluppatosi intorno alla Pieve di San Lorenzo a Miransù è posta in direzione della foce di due poggi che scendono verso l'Arno, quello dell'Incontro a ponente, e l'altro del Poggio a Luco.
In una prominenza del poggio, su cui posa la Pieve di Miransù, esistono tuttora pochi ruderi della fondamenti della torre o castelletto di Miransù che fu dei nobili da Quona.

## Monumenti e luoghi d'interesse
- Pieve di San Lorenzo a Miransù
- Villa di Castiglionchio